# 索里塔
索里塔，是西班牙埃斯特雷马杜拉卡塞雷斯省的一个市镇。总面积187平方公里，2001年普查人口總數為1886人，人口密度為每平方公里10人。